# Mouse Computer (công ty)

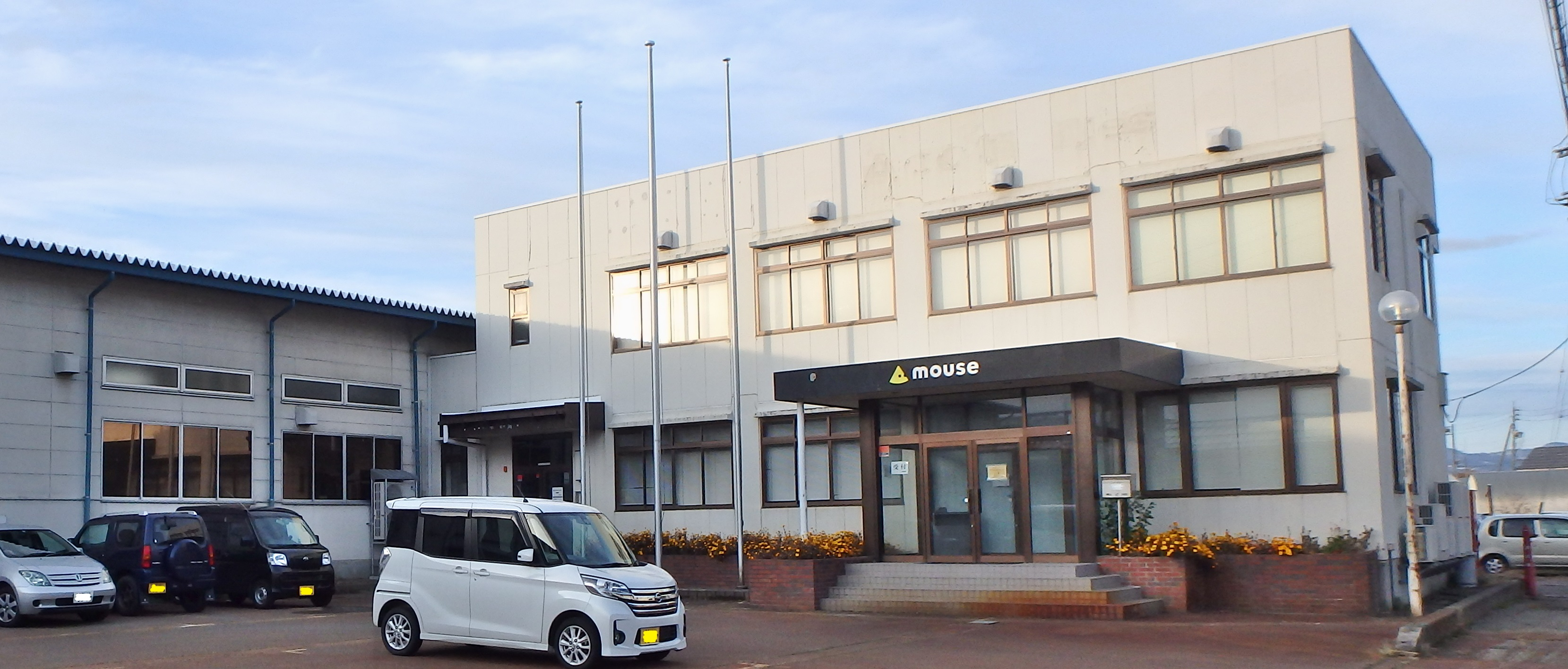
Một nhà máy của Mouse Computer tại Nhật

Mouse Computer (tiếng Anh: Mouse Computer Co., Ltd) là một công ty sản xuất máy tính nội địa Nhật Bản có trụ sở tại Chūō, Tokyo. Sản phẩm của hãng bao gồm máy tính xách tay (laptop), gaming laptop, máy tính để bàn (PC) và điện thoại thông minh (smartphone) với phương thức bán hàng chính là đặt hàng qua thư.
Công ty Mouse Computer được thành lập ngày 2 tháng 10 năm 2006, với công ty chủ quản là tập đoàn MCJ Corporation. Tháng 10 năm 2008, Mouse Computer sáp nhập với công ty Eyama Co., Ltd (một hãng sản xuất thiết bị máy tính và phân phối màn hình thương hiệu iiyama  của Nhật Bản).
Sản phẩm của Mouse Computer chỉ bán nội địa trong thị trường Nhật Bản và rất khó tìm kiếm tại nước ngoài hay các website bán hàng trực tuyến. Chủ tịch của Mouse hiện tại là ông Nagamon Komatsu. 

## Lịch sử thành lập

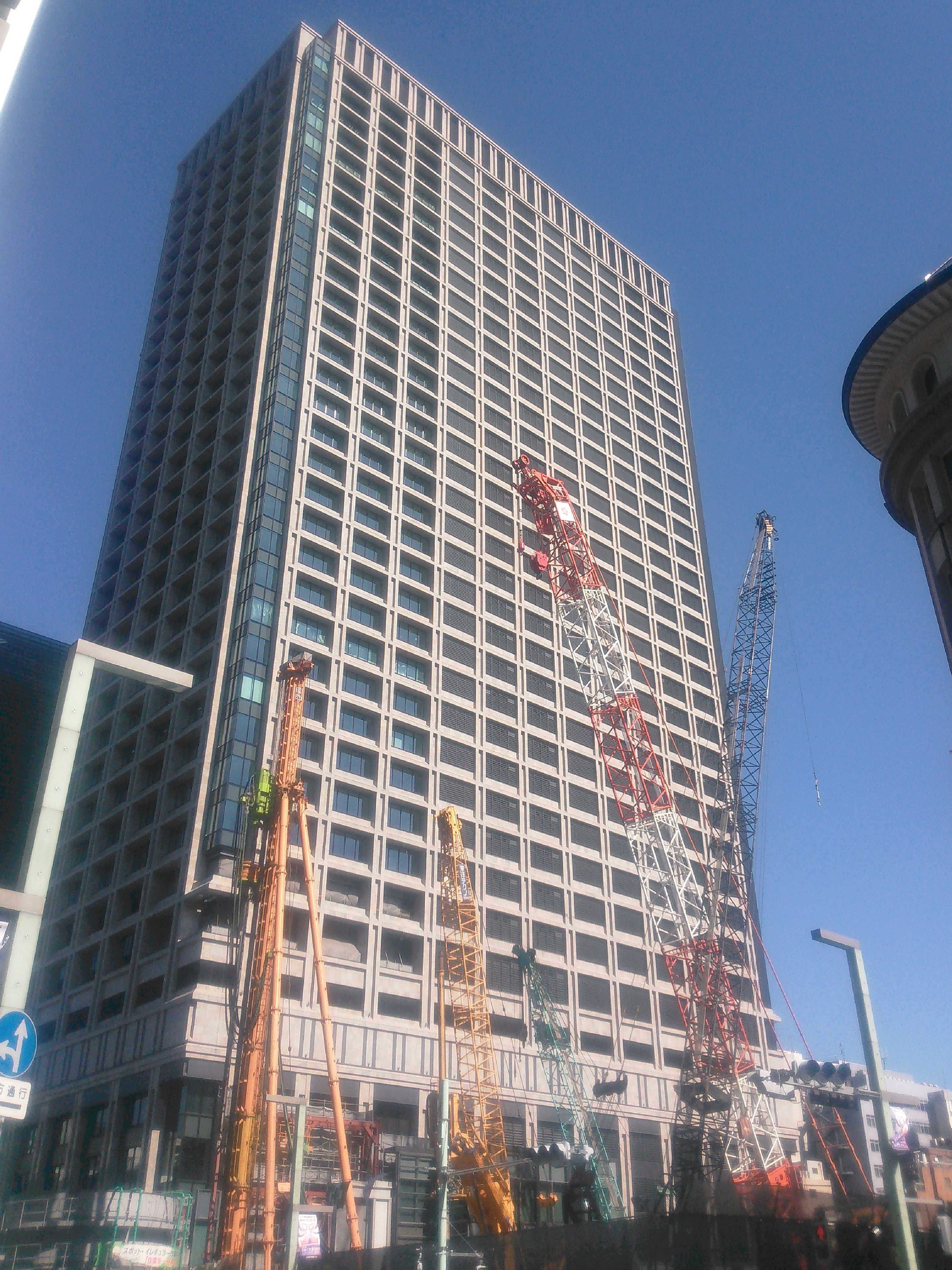
Trụ sở của Mouse Computer tại Tòa nhà Nihonbashi tower, Tokyo

Người sáng lập công ty là Takashimaya Yuji, đam mê máy tính từ năm 19 tuổi, khi làm việc tại của hàng của gia đình, việc quản lý yêu cầu tính toán phức tập cần sử dụng đến máy tính. Tháng 4 năm 1993, anh bắt đầu kinh doanh máy tính. Khi Microsoft Windows 95 được phát hành vào năm 1995, máy tính cá nhân (PC) đã bắt đầu trở nên hot tại Nhật Bản.
Vào năm 1998, công ty Takimaima được chuyển đổi thành Mouse Computer Co., Ltd. Tên của công ty giống với con chuột máy tính mang ý nghĩa rằng công ty sẽ trở thành "cầu nối giữa người và máy tính, luôn tạo ra một môi trường trải nghiệm máy tính cá nhân thoải mái theo mong muốn của khách hàng". Tuy nhiên tình hình kinh doanh không khả quan làm Mouse Computer hợp nhất vào công ty máy tính MCJ Co., Ltd vào tháng 4 năm 2001.
MCJ mở rộng các kênh mua sắm và bán hàng linh kiện máy tính, cần thiết phải mở các công ty con. Năm 2006, Mouse Computer được tái thành lập dưới dạng một công ty độc lập với 100% cổ phần của MCJ.
Tuy nhiên, thị trường PC tại Nhật đã chững lại từ năm 2005, thương hiệu màn hình iiyama phá sản. Mouse Computer phải sáp nhập với iiyama để tái cơ cấu.
Từ 2008 đến 2010, doanh số của MCJ Group tiếp tục sụt giảm và việc kinh doanh máy tính cá nhân tăng trưởng chậm chạp. Có nhiều nguyên nhân khác nhau như sự cố của chipset Intel. Ngoài ra, thị trường máy tính để bàn bị cạnh tranh gay gắt với máy tính xách tay, cùng với sự phát triển của máy nghe nhạc kỹ thuật số, điện thoại thông minh.

## Logo
Ngày 21 tháng 1 năm 2016, logo của Mouse Computer là một miếng pho - mát có lỗ mắt cách điệu hình dáng đầu của một con chuột, thay thế cho logo cũ là một miếng pho - mát lập phương có 6 lỗ với 1 đuôi chuột thò ra. Slogan của hãng là "Computers that exceed expectations" (Những chiếc máy tính vượt xa mong đợi).

## Sản phẩm
Các sản phẩm của hãng đang được bán trong tháng 8 năm 2018. Trong đó dòng máy tính gaming G-Tune nhận được rất nhiều sự chú ý. Mouse được mệnh danh là Alienware của Nhật Bản với các sản phẩm gaming cao cấp với giá đắt đỏ.
Một vài sản phẩm nổi bật của Mouse Computer phải kể đến là chiếc laptop NEXTGEAR-NOTE i7901 (với cấu hình cực khủng GPU NVIDIA GTX 1080, CPU Intel Core i7 7700K, RAM 16GB, ổ cứng SSD 240GB, HDD 1TB, màn hình 17.3-inch 4K). Chiếc laptop này được bán với giá gần 3000 USD.
- Máy tính để bàn
  - LUV MACHINES
  - LUV MACHINES Slim
  - LUV MACHINES mini
- Máy tính xách tay - Laptop
  - W series
  - T series
  - N series
  - K series
  - F series
  - B series
  - E series
  - J series (phiên bản màn hình HD/ Full HD)
  - C series
- Máy tính bảng (Tablet)
  - WN803
  - MT-WN1003
  - MT-WN1003-Pro
- Stick PC - máy tính mini cắm ngoài (m-Stick)
  - MS-CH01FV2
- Máy tính để bàn Gaming (G-Tune)
  - MASTERPIECE
  - NEXTGEAR
  - NEXTGEAR-MICRO
  - LITTLEGEAR
  - NEXTGEAR-NOTE i4400
  - NEXTGEAR-NOTE i5330
  - NEXTGEAR-NOTE i5340
  - NEXTGEAR-NOTE i5550
  - NEXTGEAR-NOTE i5730
  - NEXTGEAR-NOTE i71130
- Máy tính đồ họa (DAIV)
  - Máy tính để bàn
    - DGZ520
    - DGX750
    -  Máy tính để bàn với card rời VGA GPU NVIDIA Quadro

  - Máy tính xách tay
    - NG4500
    - NG5500
    - NG5720
    - NG7500
    - NG7510
    - NG7620
- Máy tính doanh nghiệp - Corporate PC (MousePro)
  - Máy tính để bàn
    - T series
    - S series
    - M series
    - C series

  - Máy tính xách tay
    - NB300 series
    - NB500 series
    - NB900 series

  - Máy tính bảng (Tablet)
    - P116A series
- Máy trạm - work station
  - MousePro W9
- Máy chủ doanh nghiệp (server)
  - MousePro SV
- Thiết bị khác
  - CM01 (Camera nhận diện gương mặt)
  - FP01 (Máy quét vân tay)

Năm 2015, Mouse Computer lấn sân sang mảng điện thoại thông minh với chiếc điện thoại Madosma (màn hình IPS LCD 5 inch HD 1280 x 720, CPU Qualcomm Snapdragon 410), nhưng đáng tiếc hãng lại lựa chọn nền tảng Windows Phone cho đứa con của mình. Điều đó làm dự án smartphone của Mouse nhanh chóng thất bại.

## Quảng cáo và truyền thông
Vào hồi đầu năm 2017, Mouse Computer gây sốt cộng đồng mạng thế giới bằng loạt video quảng cáo vô cùng dễ thương và thú vị với những ca sĩ xinh đẹp của Nhật Bản. Cái tên Mouse Computer lập tức được săn đón bên ngoài lãnh thổ Nhật Bản.
Các TVC quảng cáo của Mouse có sự tham gia của nhạc sĩ Koji Nakamura, Rena, nhóm nhạc Nogizaka 46 (Mai Shiraishi, Erika Ikuta, Asuka Saito, Nanase Nishino, Rina Ikoma, Mina Hori, Momoko Ozono, Fukari Kubo, Mizuki Yamashita, Yuki Yoda).
Tháng 5 năm 2015, dòng sản phẩm G-Tune của Mouse phát hành TVC quảng cáo với sự tham gia của thần tượng áo tắm gravure idol Yuka Kuramochi, sau đó là diễn viên phim người lớn Nhật (AV idol) Mana Sakura.
Mouse Computer còn có linh vật đại diện và G-chan (tạo hình một ông già) và Tune (tạo hình một cô gái).